# Plummer (Minnesota)
Plummer es una ciudad ubicada en el condado de Red Lake en el estado estadounidense de Minnesota. En el Censo de 2010 tenía una población de 292 habitantes y una densidad poblacional de 40,29 personas por km².

## Geografía
Plummer se encuentra ubicada en las coordenadas 47°54′55″N 96°2′34″O / 47.91528, -96.04278. Según la Oficina del Censo de los Estados Unidos, Plummer tiene una superficie total de 7.25 km², de la cual 7.25 km² corresponden a tierra firme y (0%) 0 km² es agua.

## Demografía
Según el censo de 2010, había 292 personas residiendo en Plummer. La densidad de población era de 40,29 hab./km². De los 292 habitantes, Plummer estaba compuesto por el 96.23% blancos, el 0% eran afroamericanos, el 1.71% eran amerindios, el 0% eran asiáticos, el 0% eran isleños del Pacífico, el 0% eran de otras razas y el 2.05% pertenecían a dos o más razas. Del total de la población el 3.08% eran hispanos o latinos de cualquier raza.